# Electric (Pet-Shop-Boys-Album)
Electric ist das zwölfte Studioalbum des britischen Pop-Duos Pet Shop Boys. Es erschien 2013 und ist das erste Album von Neil Tennant und Chris Lowe, das nicht von Parlophone, sondern von ihrem eigenen Label „x2“ herausgegeben wird. Produziert wurde es von Stuart Price.
Es enthält unter anderem ein Cover des Songs The Last to Die von Bruce Springsteen sowie den Song Thursday, für den die Pet Shop Boys mit dem Rapper Example kollaborierten.

## Geschichte
Das Album wurde von November 2012 bis April 2013 in London, Berlin und Los Angeles aufgenommen. Fluorescent wurde im April 2013 geschrieben und aufgenommen. Am 14. März erschien ein kurzer Trailer für das Album bei YouTube. Am 1. Mai erschien die erste Single Axis als Download bei iTunes, Amazon MP3, Juno Download etc. Das Musikvideo dazu kann seither auch bei YouTube und tape.tv abgerufen werden.

## Titelliste
1. Axis a – 5:32
2. Bolshy a – 5:44
3. Love Is a Bourgeois Construct b – 6:41
4. Fluorescent a – 6:14
5. Inside a Dream c – 5:37
6. The Last to Die e – 4:12
7. Shouting in the Evening a – 3:36
8. Thursday d (featuring Example) – 5:02
9. Vocal a – 6:34

Die Titel wurden geschrieben von: